# Kunihulsea antarctica
Kunihulsea antarctica is een eenoogkreeftjessoort uit de familie van de Spinocalanidae. De wetenschappelijke naam van de soort is voor het eerst geldig gepubliceerd in 2004 door Schulz.